# Linguizzetta
Linguizzetta település Franciaországban, Haute-Corse megyében. Lakosainak száma 1134 fő (2022. január 1.). Linguizzetta Canale-di-Verde, Tallone és Tox községekkel határos.

## Népesség
A település népességének változása:
| Lakosok száma | 758  | 751  | 755  | 1005 | 1099 | 1147 | 1107 | 1104 | 1104 | 1134 |
|               | 1968 | 1982 | 1990 | 2006 | 2013 | 2015 | 2017 | 2019 | 2020 | 2022 |